# 引人入性
《引人入性》（英語：Kinsey）是一部2004年的美國傳記片，由比爾·坎登執導及編劇，其描述了因《金賽報告》而聞名於世的性學家阿尔弗雷德·金赛（連恩·尼遜飾演）的一生。这部电影的演員還包括羅娜·蓮妮、克里斯·奧唐納、彼得·賽斯嘉、提摩西·荷頓、约翰·利思戈、蒂姆·克里，以及奥利弗·普莱特。

## 劇情
在印第安納大學擔任動物學助理教授的金賽在教授蜜蜂的課堂上，與他的學生嘉娜·麥美倫相戀並結婚，以此為契機，開始有學生向他尋求戀愛方面的建議，在他與學生談到性時，發現至今為止以科學方式研究「人類的性」的報告竟然少之又少，他便興起了走遍全國、與各種不同的人進行訪談，對人類的性展開人類史上從未有過的大規模科學研究。

## 演員
- 連恩·尼遜 飾 阿尔弗雷德·金赛
  - 班傑明·沃克 飾 19歲的阿尔弗雷德
  - 馬修·法希（Matthew Fahey） 飾 14歲的阿尔弗雷德
  - 威爾·丹頓（Will Denton） 飾 10歲的阿尔弗雷德
- 羅娜·蓮妮 飾 嘉娜·麥美倫（英语：Clara McMillen）
- 彼得·賽斯嘉 飾 克萊德·馬丁（Clyde Martin）
- 克里斯·奧唐納 飾 沃德爾·波默羅伊（Wardell Pomeroy）
- 蒂莫西·赫頓（Timothy Hutton） 飾 保羅·格布哈特（Paul Gebhard）
- 约翰·利思戈 飾 阿爾弗雷德·貝圭英·金賽（Alfred Seguine Kinsey）
- 蒂姆·克里 飾 瑟曼·赖斯（Thurman Rice）
- 奥利弗·普莱特 飾 赫爾曼·威爾斯（Herman Wells）
- 迪倫·貝克（Dylan Baker） 飾 艾倫·格雷格（Alan Gregg）
- 威廉·托马斯·桑德勒 飾 肯尼思·布勞恩（Kenneth Braun）
- 約翰·麥克馬丁（John McMartin） 飾 亨廷頓·哈特福德（Huntington Hartford）
- 約翰·卡拉辛斯基 飾 本（Ben）
- 林恩·雷德格雷夫（Lynn Redgrave） 飾 最後訪問對象
- 朱莉安妮·尼科爾森（Julianne Nicholson） 飾 愛麗絲·馬丁（Alice Martin）
- 維羅尼卡·卡特賴特（Veronica Cartwright） 飾 薩拉·金赛（Sara Kinsey）
- 凱瑟琳·查爾方特（Kathleen Chalfant） 飾 芭芭拉·默克勒（Barbara Merkle）
- 希瑟·戈爾登赫舍（Heather Goldenhersh） 飾 瑪莎·波美羅（Martha Pomeroy）
- 大衛·哈伯 飾 羅伯特·金賽（Robert Kinsey）
- 朱迪思·J.K.·波爾森（Judith J.K. Polson） 飾 米爾德里德·金賽（Mildred Kinsey）
- 利斯·波福德（Leigh Spofford） 飾 安妮金西·金賽（Anne Kinsey）
- 珍娜·加維根（Jenna Gavigan） 飾 瓊·金賽（Joan Kinsey）
- 路克·麥法蘭 飾 布魯斯·金賽（Bruce Kinsey）
- 比爾·布爾（Bill Buell） 飾 托馬斯·拉蒂莫爾醫師（Dr. Thomas Lattimore）

## 評價
《引人入性》廣受好評；在爛番茄上有91%讚好的評價。在Metacritic上，此片100分中有79分。
國際票房有16,918,723美元，但美國票房只得10,254,979美元。

## 獎項與提名

### 獎項
佛罗里达影评人协会
- 最佳女配角 (蓮妮)

GLAAD Media Awards
- 傑出電影－ Wide Release

洛杉磯影評人協會
- 最佳男主角（尼遜）

國家評論協會
- 最佳女配角（蓮妮）

鳳凰城影評人協會
- 最佳女配角（蓮妮）

### 提名
奧斯卡金像獎
- 最佳女配角奖 （蓮妮）

American Cinema Editors (ACE)
- 最初剪接電影－劇情類 (Katz)

廣播影評人協會
- 最佳電影
- 最佳男配角（沙士加特）
- 最佳女配角（蓮妮）
- 最佳編劇（康登）

Casting Society of America (CSA)
- 最佳演員挑選－劇情類（Tolan）

金球獎
- 最佳男主角－劇情片（尼遜）
- 最佳電影－劇情類
- 最佳女配角－電影（蓮妮）

獨立精神獎
- 最佳男主角（尼遜）
- 最佳電影
- 最佳劇本（康登）
- 最佳男配角（沙士加特）

在线影评人协会
- 最佳男配角（沙士加特）
- 最佳女配角（蓮妮）

卫星奖
- 最佳男主角－劇情片（尼遜）
- 最佳導演（康登）
- 最佳電影－劇情類
- 最佳劇本－原創（康登）
- 最佳男配角－劇情片（沙士加特）
- 最佳女配角－劇情片（蓮妮）

Screen Actors Guild (SAG)
- 最佳女配角（蓮妮）

温哥华影评人协会
- 最佳男主角（尼遜）

美国编剧工会 (WGA)
- 最佳原創劇本（康登）

## 外部連結
- 官方网站
- 互联网电影数据库（IMDb）上《Kinsey》的资料（英文）
- Box Office Mojo上《Kinsey》的資料（英文）
- 爛番茄上《Kinsey》的資料（英文）
- Metacritic上《Kinsey》的資料（英文）